# Richard Kleen
Fredrik Herman Richard Kleen, född 17 mars 1841 på Karlsborg, död 18 mars 1923 i Ulricehamn, var en svensk diplomat, folkrättslig författare och donator.
Kleen blev 1859 student vid Uppsala universitet, där han 1863 avlade examen till rättegångsverken. Han anställdes därefter på Utrikesdepartementet som attaché 1864, andre sekreterare i Utrikesdepartementet 1866, förste 1870 och legationssekreterare i Wien 1874. Han försattes i disponibilitet 1877 och erhöll 1907 titeln ministre plénipotentiaire.
Kleen skrev böcker om folkrätt. Han blev 1891 ledamot av Institut de droit international, där han tidigare varit ordförande i utskottet för lagstiftningen angående krigskontraband. År 1902 anmodades han av holländska regeringen att avge utlåtande angående en mellan Nederländerna och Storbritannien uppkommen neutralitetstvist i följd av andra boerkriget.
År 1908 erbjöd han svenska regeringen 100 000 kronor som grundplåt till resande av ett nationalmonument i Stockholm.
Richard Kleen var son till Johan af Kleen och Anna Beata af Kleen samt bror till Emil Kleen. Han var gift med Amalia Wattrang (1842-1929). Paret hade tre barn som levde till vuxen ålder, Ingeborg, Nils och Tyra Kleen.